# Bastaǃ (coalizione)
BASTA! è stata una coalizione politica portoghese, con un'ideologia populista di destra, formata dai partiti politici Chega!, il Partito Popolare Monarchico e il Partito della Cittadinanza e della Democrazia Cristiana. Anche il movimento Democrazia 21 ha fatto parte della coalizione in occasione delle elezioni europee, ma ha deciso di abbandonare poco dopo la proposta del PPV/CDC di abrogare la legge sull'aborto.
La coalizione è stata formata per partecipare alle elezioni europee del 2019, unendo diverse formazioni della destra politica portoghese. La coalizione incarnava l'ampia gamma di ideologie difese dai diversi partiti che la compongono: il conservatorismo difeso da tutti, il populismo e il nazionalismo del partito Chega, il monarchismo del Partito Popolare Monarchico, la democrazia cristiana del Partito della Cittadinanza e della Democrazia Cristiana e il liberalismo economico difeso dal movimento politico Democrazia 21.

## La storia
I piani per la coalizione sono iniziati nel marzo 2019 quando il partito Chega non è stato approvato dalla Corte costituzionale portoghese. André Ventura voleva partecipare alle elezioni europee e, poiché pensava che il partito non sarebbe stato approvato prima delle elezioni, ha avuto l'idea di unirsi al Partito popolare monarchico e al Partito della cittadinanza e della democrazia cristiana per poter partecipare alle elezioni europee.
Nel frattempo, Chega è stato approvato come partito politico. Il 1º aprile 2019, i partiti hanno presentato una prima istanza alla Corte costituzionale per unirsi in un'unica lista con il nome Chega (un altro modo per dire "Basta", sinonimo di Basta). Tale coalizione è stata respinta dalla Corte perché non poteva portare lo stesso nome di uno dei partiti che la compongono. È stato presentato un nome leggermente diverso, Coligação Chega ("Coalizione Basta"), ma è stato respinto per lo stesso motivo. La proposta successiva, Europa Chega (letteralmente "Basta Europa"; per avere un significato come "Basta Europa" o "Basta, Europa" dovrebbe essere rispettivamente "Chega d'Europa" e "Europa, Chega"), presentata il 10 aprile, è stata anch'essa respinta, per lo stesso problema.
Il 12 aprile, Ventura ha ammesso che non sarebbe più stato il leader della coalizione se fosse stato nuovamente respinto dalla Corte Costituzionale. Infine, è stata approvata la Coligação Basta (Coalizione Basta; Basta è solo un altro modo per dire "Basta").
Alle elezioni europee, Basta! ha totalizzato 49.496 voti e l'1,49% dei voti totali. È quindi cresciuto dello 0,58% rispetto alla fusione dei valori ottenuti dal Partito popolare monarchico e dal Partito della cittadinanza e della democrazia cristiana alle elezioni europee del 2014.
Il movimento Democrazia 21 ha lasciato la coalizione a causa di differenze ideologiche il 18 giugno 2019.
Poco dopo, la coalizione è stata definitivamente sciolta e i partiti che ne facevano parte hanno corso separatamente alle elezioni parlamentari del 2019. In queste elezioni, Chega! è riuscito a eleggere Ventura come membro del Parlamento.

## Partiti membri
| Partito/movimento                                       | Abbreviazione | Leader                    | Ideologia               |
| ------------------------------------------------------- | ------------- | ------------------------- | ----------------------- |
| CHEGA!                                                  | CH!           | André Ventura             | Nazionalismo portoghese |
| Partito Popolare Monarchico                             | PPM           | Gonçalo da Câmara Pereira | Monarchismo             |
| Partito della Cittadinanza e della Democrazia Cristiana | PPV/CDC       | Manuel Matias             | Democrazia cristiana    |